# René Laclette
René Laclette (Recife, 20 de setembro de 1903 – Rio de Janeiro, 7 de março de 1979) foi um médico brasileiro.
Graduado em medicina pela Faculdade de Medicina do Rio de Janeiro em 1925. Foi eleito membro da Academia Nacional de Medicina em 1945, sucedendo Paulo de Figueiredo Parreiras Horta na Cadeira 52, também patrono desta cadeira.